# 브르타뉴어 위키백과

브르타뉴어 위키백과는 브르타뉴어 버전의 위키백과이다. 2004년 6월 설립되었으며, 2008년 8월에 문서 수가 2만여 개를 넘어섰다. 기호는 br이다. 위키백과 중 56번째로 크며, 켈트어 계열 위키백과 중에서 제일 크다.

## 같이 보기
- 웨일스어 위키백과
- 아일랜드어 위키백과
- 스코틀랜드 게일어 위키백과